# Serie Mundial de 1910
La Serie Mundial de 1910 de béisbol fue disputada entre Chicago Cubs y Philadelphia Athletics, equipos que llegaron al clásico de otoño con amplio dominio en sus respectivas ligas durante la temporada regular. Los Cubs, en su cuarta Serie Mundial en cinco años, obtuvieron un total de 104 triunfos y 50 derrotas a 13 juegos de distancia sobre el segundo lugar; y los Athletics con 102-48 y 14.5 juegos por delante de su más próximo perseguidor. No obstante, los dos conjuntos resintieron la ausencia de importantes jugadores en su alineación.
El primer juego fue a favor de Philadelphia con victoria del lanzador Chief Bender quien permitió un hit en ocho innings. También los Athletics ganaron el segundo encuentro en casa con marcador de 9-3, totalizando trece imparables, con Eddie Collins bateando tres hits en cuatro turnos. El  triunfo se lo agenció el lanzador Jack Coombs ante Mordecai Brown. En el tercer partido realizado en Chicago, nuevamente los Athletics obtuvieron la victoria con marcador de 12-5 teniendo a Coombs como pitcher vencedor con un solo día de descanso. En la ofensiva destacó Harry Davis quien anotó tres carreras, y bateó de 3-3.
Chicago reaccionó en el cuarto encuentro con un resultado de cuatro carreras a tres en diez episodios: en el noveno inning empataron las acciones (3-3) con triple de Frank Chance y  en el décimo alcanzaron la ventaja definitiva por sencillo impulsor de Jimmy Sheckard. No obstante, el siguiente juego Philadelphia se llevó la Serie Mundial en casa de sus oponentes con marcador de 7 a 2, siendo comandados por Coombs quien conquistó su tercer partido ganado en el montículo (segundo ante Mordecai Brown). También el lanzador de Philadelphia tuvo un buen desempeño a la ofensiva con un porcentaje de .385. En ruta hacia el título, los campeones utilizaron apenas dos lanzadores durante toda la serie.

## Desarrollo

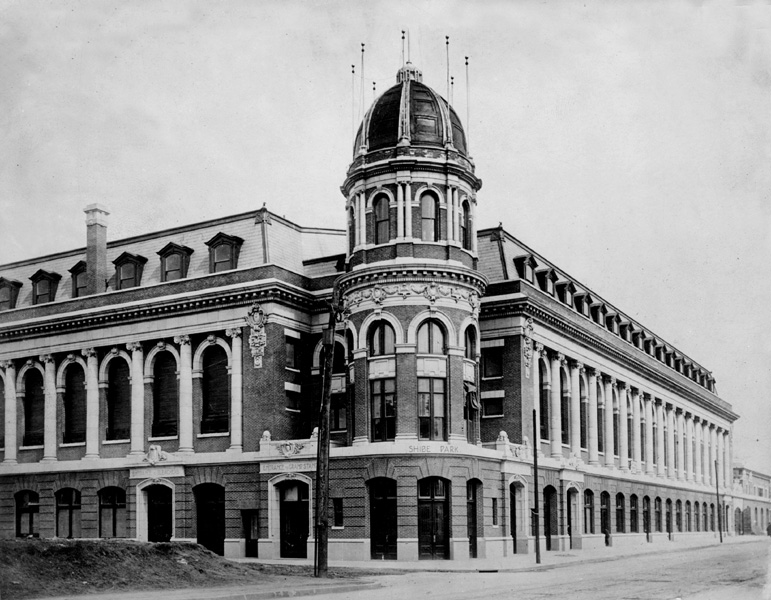
Shibe Park.

### Juego 1
- Día: 17 de octubre
- Estadio: Shibe Park
- Lugar: Filadelfia
- Asistencia: 26.891
- Umpires: HP - Tommy Connolly, 1B - Hank O'Day 2B - Cy Rigler, 3B - Jack Sheridan

| Equipo                                       | 1 | 2 | 3 | 4 | 5 | 6 | 7 | 8 | 9 | C | H | E |
| -------------------------------------------- | - | - | - | - | - | - | - | - | - | - | - | - |
| Chicago                                      | 0 | 0 | 0 | 0 | 0 | 0 | 0 | 0 | 1 | 1 | 3 | 1 |
| Philadelphia                                 | 0 | 2 | 1 | 0 | 0 | 0 | 0 | 1 | x | 4 | 7 | 2 |
| G: Chief Bender (1-0) P: Orval Overall (0-1) |   |   |   |   |   |   |   |   |   |   |   |   |

- Box score y detalle de jugadas

### Juego 2
- Día: 18 de octubre
- Estadio:  Shibe Park
- Lugar: Filadelfia
- Asistencia:  24.597
- Umpires:  HP - Cy Rigler, 1B - Jack Sheridan, 2B - Hank O'Day, 3B - Tommy Connolly

| Equipo                                       | 1 | 2 | 3 | 4 | 5 | 6 | 7 | 8 | 9 | C | H  | E |
| -------------------------------------------- | - | - | - | - | - | - | - | - | - | - | -- | - |
| Chicago                                      | 1 | 0 | 0 | 0 | 0 | 0 | 1 | 0 | 1 | 3 | 8  | 3 |
| Philadelphia                                 | 0 | 0 | 2 | 0 | 1 | 0 | 6 | 0 | x | 9 | 14 | 4 |
| G: Jack Coombs (1-0) P: Mordecai Brown (0-1) |   |   |   |   |   |   |   |   |   |   |    |   |

- Box score y detalle de jugadas

### Juego 3
- Día: 20 de octubre
- Estadio: West Side Grounds
- Lugar: Chicago
- Asistencia:  26.210

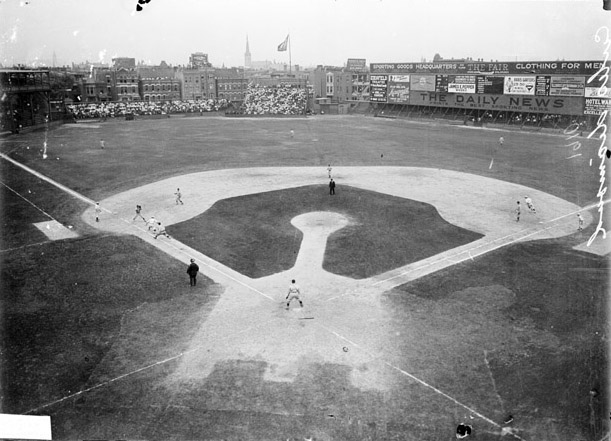
West Side Grounds.

- Umpires:  HP - Hank O'Day, 1B - Jack Sheridan, 2B - Cy Rigler, 3B - Tommy Connolly

| Equipo                                                                 | 1 | 2 | 3 | 4 | 5 | 6 | 7 | 8 | 9 | C  | H  | E |
| ---------------------------------------------------------------------- | - | - | - | - | - | - | - | - | - | -- | -- | - |
| Philadelphia                                                           | 1 | 2 | 5 | 0 | 0 | 0 | 4 | 0 | 0 | 12 | 16 | 0 |
| Chicago                                                                | 1 | 2 | 0 | 0 | 0 | 0 | 0 | 2 | 0 | 5  | 7  | 2 |
| G: Jack Coombs (2-0) P: Harry McIntire (0-1) HR: PHI - Danny Murphy: 1 |   |   |   |   |   |   |   |   |   |    |    |   |

- Box score y detalle de jugadas

### Juego 4
- Día: 22 de octubre
- Estadio: West Side Grounds
- Lugar: Chicago
- Asistencia: 19.150
- Umpires: HP - Tommy Connolly, 1B - Cy Rigler, 2B - Jack Sheridan, 3B - Hank O'Day

| Equipo                                        | 1 | 2 | 3 | 4 | 5 | 6 | 7 | 8 | 9 | 10 | C | H  | E |
| --------------------------------------------- | - | - | - | - | - | - | - | - | - | -- | - | -- | - |
| Philadelphia                                  | 0 | 0 | 1 | 2 | 0 | 0 | 0 | 0 | 0 | 0  | 3 | 11 | 2 |
| Chicago                                       | 1 | 0 | 0 | 1 | 0 | 0 | 0 | 0 | 1 | 1  | 4 | 10 | 1 |
| G: Mordecai Brown (1-1) P: Chief Bender (1-1) |   |   |   |   |   |   |   |   |   |    |   |    |   |

- Box score y detalle de jugadas

### Juego 5
- Día: 13 de octubre
- Estadio: West Side Grounds
- Lugar: Chicago
- Asistencia: 27.374
- Umpires:  HP - Hank O'Day, 1B - Jack Sheridan, 2B - Cy Rigler, 3B - Tommy Connolly

| Equipo                                       | 1 | 2 | 3 | 4 | 5 | 6 | 7 | 8 | 9 | C | H | E |
| -------------------------------------------- | - | - | - | - | - | - | - | - | - | - | - | - |
| Philadelphia                                 | 1 | 0 | 0 | 0 | 1 | 0 | 0 | 5 | 0 | 7 | 9 | 1 |
| Chicago                                      | 0 | 1 | 0 | 0 | 0 | 0 | 0 | 1 | 0 | 2 | 9 | 2 |
| G: Jack Coombs (3-0) P: Mordecai Brown (1-2) |   |   |   |   |   |   |   |   |   |   |   |   |

- Box score y detalle de jugadas

|                                                                |
| Campeón de las Grandes Ligas Philadelphia Athletics 1.º título |